# グランドメゾン池下ザ・タワー
グランドメゾン池下ザ・タワーは、愛知県名古屋市千種区池下町2丁目63番25に所在する超高層マンションである。

## 概要
計画地にはかつて愛知厚生年金会館が存在し、その跡地を活用した再開発事業で建設された。
地上42階、地下1階建のタワー型分譲マンション。名古屋市営地下鉄東山線 池下駅並びにサンクレア池下と直結している。総戸数は354戸で、単体のタワー物件としては、名古屋市内では「NAGOYA the TOWER」（中村区。435戸）、「ザ・ライオンズ ミッドキャピタルタワー」（熱田区。390戸）、「プラウドタワー名古屋錦」（中区。360戸）に次ぐ規模である（2024年9月時点）。
敷地の一部に名古屋市営地下鉄のための地上権が設定されている。権利者は名古屋市となっている。
用途地域は、近隣商業地域・防火地域・高度利用地区（池下二地区）・宅地造成工事規制区域・緑化地域。

## グランドメゾンThe池下ガーデンタワー
2025年（令和7年）11月下旬竣工予定。一棟目の西側の敷地に建築される。地下1階・地上39階建て、総戸数は200戸。所在地は、愛知県名古屋市千種区池下2丁目63-2他1筆、覚王山通7丁目11-3他9筆。

### 住民による訴訟
当初は二棟を同時に建設する計画であったが、リーマン・ショック発生の余波で不動産業界が不況に陥ったこともあり計画が見直され、一棟（グランドメゾン池下ザ・タワー）のみの建設となった。その後、二棟目の予定地であった場所には事業主である積水ハウスのモデルルームが置かれており、新築マンションの接客拠点となっていた。
一棟目を販売するにあたり、担当販売者は「同社が所有するマンション西側の敷地に眺望を阻害する建物は建たない」としていたが、『グランドメゾンThe池下ガーデンタワー』が計画されたことで、30階以上の建築の差し止めを求め、住人3人が名古屋地裁に提訴した。

## アクセス
- 名古屋市営地下鉄東山線 池下駅より徒歩で約1分。

## 近隣施設
- 名古屋市営地下鉄東山線 池下駅
- サンクレア池下
- ナゴヤセントラルガーデン
- 錦通
- 広小路通（愛知県道60号名古屋長久手線）